# Eucalyptus jucunda
Eucalyptus jucunda är en myrtenväxtart som beskrevs av C. Gardner. Eucalyptus jucunda ingår i släktet Eucalyptus och familjen myrtenväxter. Inga underarter finns listade i Catalogue of Life.